# Oumaima El Bouchti
Oumaima El Bouchti, née le 7 octobre 2000, est une taekwondoïste marocaine.

## Carrière
Oumaima El Bouchti est médaillée de bronze dans la catégorie des moins de 49 kg aux Jeux méditerranéens de 2018 à Tarragone, perdant en demi-finale face à la Turque Rukiye Yıldırım.
Elle remporte la médaille d'or des moins de 51 kg aux Championnats d'Afrique 2018 à Agadir, battant en finale la Tunisienne Rahma Ben Ali.
Elle est médaillée d'argent des moins de 53 kg aux Jeux africains de 2019 à Rabat puis médaillée d'or des moins de 49 kg aux Championnats d'Afrique 2021 à Dakar et médaillée d'or des moins de 53 kg aux Championnats d'Afrique 2022 à Kigali ainsi qu'aux Championnats d'Afrique de taekwondo 2023 à Abidjan.
Elle est médaillée de bronze des moins de 53 kg et médaillée d'or par équipes aux Jeux africains de 2023 à Accra.